# Taka Boom
Taka Boom è un CD degli Osanna, pubblicato dalla Afrakà Records nel 2001. Il disco fu registrato al Toledo Studio.

## Tracce
Brani composti e arrangiati dagli Osanna
1. L'Uomo – 4:03
2. Ce vulesse ce vulesse – 5:53
3. Medley acustico – 5:22
4. Taka Boom – 4:17
5. In un vecchio cieco/Vado verso una meta – 4:23
6. There Will Be Time – 4:22
7. Medley Train – 6:02
8. 'A Zingara – 5:38
9. Oro caldo (Fuje 'a chistu paese) – 4:27
10. Everybody's Gonna See You Die – 5:08
11. Colpi di tosse – 5:19
12. L'Uomo (traccia Live Unplugged) – 3:19
13. Traccia CD Rom multimediale (notizie, foto, clip, curiosità) – 20:05

## Musicisti
- Danilo Rustici - chitarra elettrica, chitarra acustica
- Lino Vairetti - voce, chitarra
- Enzo Petrone - basso
- Gigi Borgogno - chitarra
- Luca Urciuolo - tastiere, pianoforte, mellotron
- Vito Ranucci - sassofono tenore, sassofono soprano
- Gennaro Barba - batteria, percussioni

Ospite
- Enzo Avitabile - voce (brano: Colpi di tosse)